# 5673 (année hébraïque)
5673 (hébreu : ה'תרע"ג, abbr. : תרע"ג) est une année hébraïque qui a commencé à la veille au soir du 12 septembre 1912 et s'est finie le 1er octobre 1913. Cette année a compté 385 jours. Ce fut une année embolismique dans le cycle métonique, avec deux mois de Adar - Adar I et Adar II. Ce fut la troisième année depuis la dernière année de chemitta.

## Calendrier
Ce calendrier hébraïque de l'année 5673 donne les correspondances avec les dates du calendrier grégorien.
Le premier nombre dans chaque case correspond au jour du mois hébraïque. Les jours en couleurs sont des jours remarquables juifs .
| ◄◄ | 5673 | ►► |

## Naissances
- Menahem Begin
- David Feuerwerker
- Shmuel Wosner

## Décès
5668 - 5669 - 5670 - 5671 - 5672 - 5673 - 5674 - 5675 - 5676 - 5677 - 5678